# Liburnien
Liburnia (eingedeutscht Liburnien) wurde im Altertum das Küstenland Illyriens zwischen Rijeka und der Neretva mit den davorliegenden Inseln genannt. 
Die Liburner, eine südlich bis nach Korčula verbreitete illyrische Völkerschaft, hatten sich als Seefahrer, aber auch als Piraten, schon frühzeitig großen Ruf erworben. 
Im 2. Jahrhundert v. Chr. gerieten die Liburner unter römischen Einfluss. Während Caesars Statthalterschaft über Gallien und Illyrien verloren sie ihre Autonomie und wurden fester in das Imperium eingebunden. Im Bürgerkrieg konnte Cäsar auf ein Kontingent liburnischer Schiffe aus Iader zurückgreifen. Die Liburner beteiligten sich am illyrischen Aufstand (9 v. Chr.), der von Augustus niedergeschlagen wurde; danach wurde das liburnische Gebiet in die Provinz Dalmatia eingegliedert.
Haupthandelsstadt des Landes war Jader (Zadar), der Versammlungsort des aus 14 Städten bestehenden liburnischen Bundes Scardona (Skradin). Im Jahr 634 kamen auf Einladung Kaiser Heraklios' die Chrovati (Kroaten) aus ihren Sitzen in Galizien und Südpolen hierher gewandert und machten das Land zu einem kroatischen.
Dieser Artikel basiert auf einem gemeinfreien Text aus Meyers Konversations-Lexikon, 4. Auflage von 1888 bis 1890.